# Michael Kauter

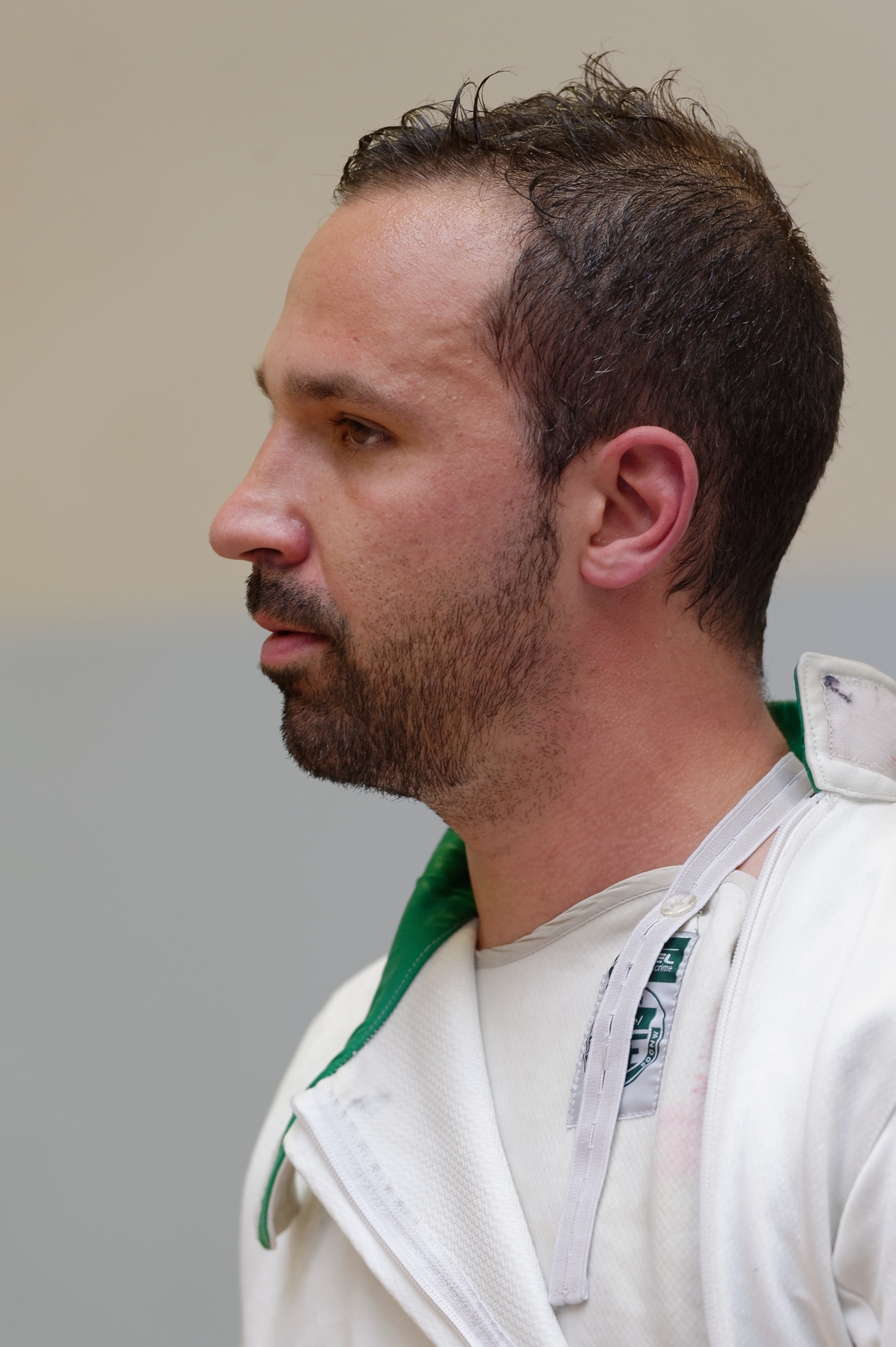
Michael Kauter (2016)

Michael Kauter (* 18. Februar 1979 in Bern) ist ein Schweizer Degenfechter. Er ist einer der Söhne des zweifachen Olympia-Medaillengewinners Christian Kauter. Sein jüngerer Bruder Fabian ist ebenfalls Mitglied der Schweizer Degennationalmannschaft.
Der ausgebildete Betriebsökonom FH hat sich als einziger Schweizer Fechter für die Olympischen Spiele in Peking qualifizieren können. Ihm gelang der Achtelfinaleinzug, dort scheiterte er allerdings am Niederländer Bas Verwijlen mit 13:15.

## Erfolge
- 1996: Weltcupsieg in Tauberbischofsheim
- 1996: Vize-Juniorenweltmeister in Tournai
- 1997: Weltcupsieg Bourgos
- 1997: Vize-Junioreneuropameister in Danzig
- 2005: Militärweltmeister in Bukarest
- 2003: 4. Rang (Mannschaft) bei den Europameisterschaften in Bourges
- 2006: Weltcupsieg in Lissabon Senioren
- 2006: 7. Rang an der Senioren-WM in Turin
- 2008: 3. Rang bei den Europameisterschaften in Kiew
- 2008: 3. Rang am Grand Prix de Doha
- 2008: Weltcupsieg in Buenos Aires
- 2008: 3. Rang Weltcup in Tallinn
- 2008: 3. Rang an der Senioren-EM in Kiew
- 2008: 3. Rang Weltcup Kisch-Insel